# Heteroligus geotrupinus
Heteroligus geotrupinus är en skalbaggsart som beskrevs av Max Quedenfeldt 1884. Heteroligus geotrupinus ingår i släktet Heteroligus och familjen Dynastidae. Inga underarter finns listade i Catalogue of Life.